# Мандив
Манди́в (фр. Mendive) — коммуна во Франции, находится в регионе Аквитания. Департамент — Атлантические Пиренеи. Входит в состав кантона Монтань-Баск. Округ коммуны — Байонна.
Код INSEE коммуны — 64379.

## География

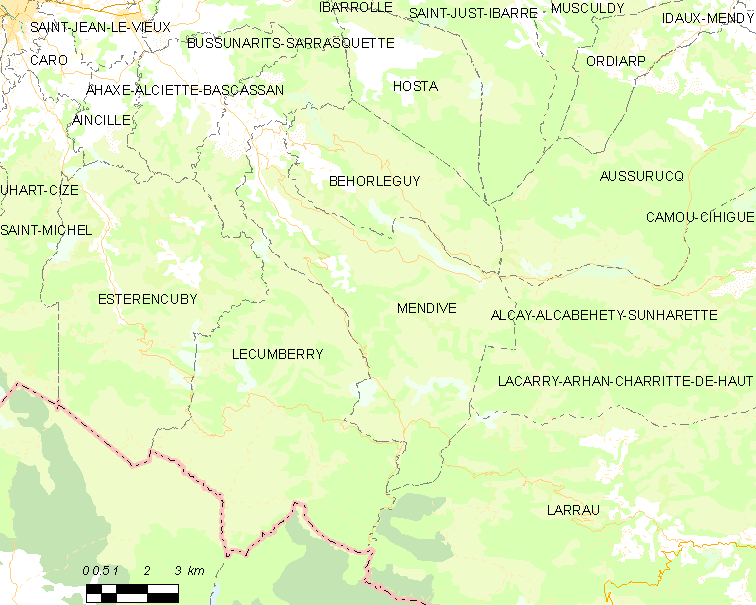
Карта коммуны

Коммуна расположена приблизительно в 690 км к юго-западу от Парижа, в 195 км южнее Бордо, в 65 км к западу от По.

### Климат
Климат тёплый океанический. Зима мягкая, средняя температура января — от +5°С до +13°С, температуры ниже −10 °C бывают редко. Снег выпадает около 15 дней в году с ноября по апрель. Максимальная температура летом порядка 20-30 °C, выше 35 °C бывает очень редко. Количество осадков высокое, порядка 1100 мм в год. Характерна безветренная погода, сильные ветры очень редки.

## Население
Население коммуны на 2010 год составляло 193 человека.
| 1962 | 1968 | 1975 | 1982 | 1990 | 1999 | 2010 |
| ---- | ---- | ---- | ---- | ---- | ---- | ---- |
| 307  | 280  | 271  | 226  | 183  | 182  | 193  |

## Администрация
| Период | Период | Фамилия         | Партия | Примечания |
| ------ | ------ | --------------- | ------ | ---------- |
| 1995   | 2014   | Флорантен Гони  |        |            |
| 2014   | 2020   | Себастьян Иидуа |        |            |

## Экономика
В 2010 году среди 108 человек трудоспособного возраста (15-64 лет) 80 были экономически активными, 28 — неактивными (показатель активности — 74,1 %, в 1999 году было 72,2 %). Из 80 активных жителей работали 73 человека (41 мужчина и 32 женщины), безработных было 7 (2 мужчин и 5 женщин). Среди 28 неактивных 7 человек были учениками или студентами, 13 — пенсионерами, 8 были неактивными по другим причинам.

## Достопримечательности
- Церковь Св. Винсента (XII век)
- Часовня Святого Спасителя (XII век)
- Наваррский крест на кладбище. Исторический памятник с 1971 года[4]
- Дольмен Гастенья (протоистория). Исторический памятник с 1952 года[5]
- Дольмен Ксюбераксен-Арри (протоистория). Исторический памятник с 1959 года[6]

## Фотогалерея

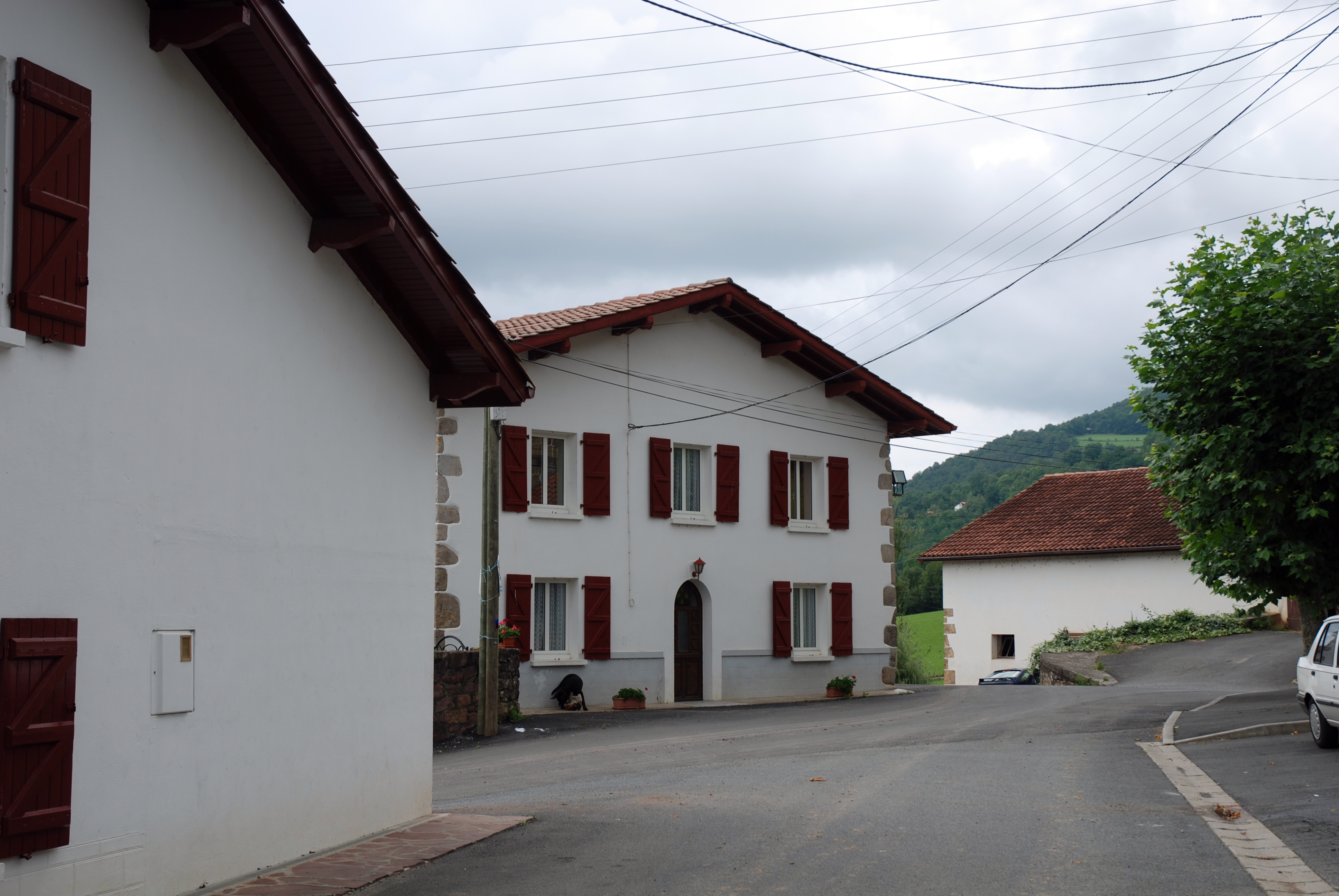
Мандив
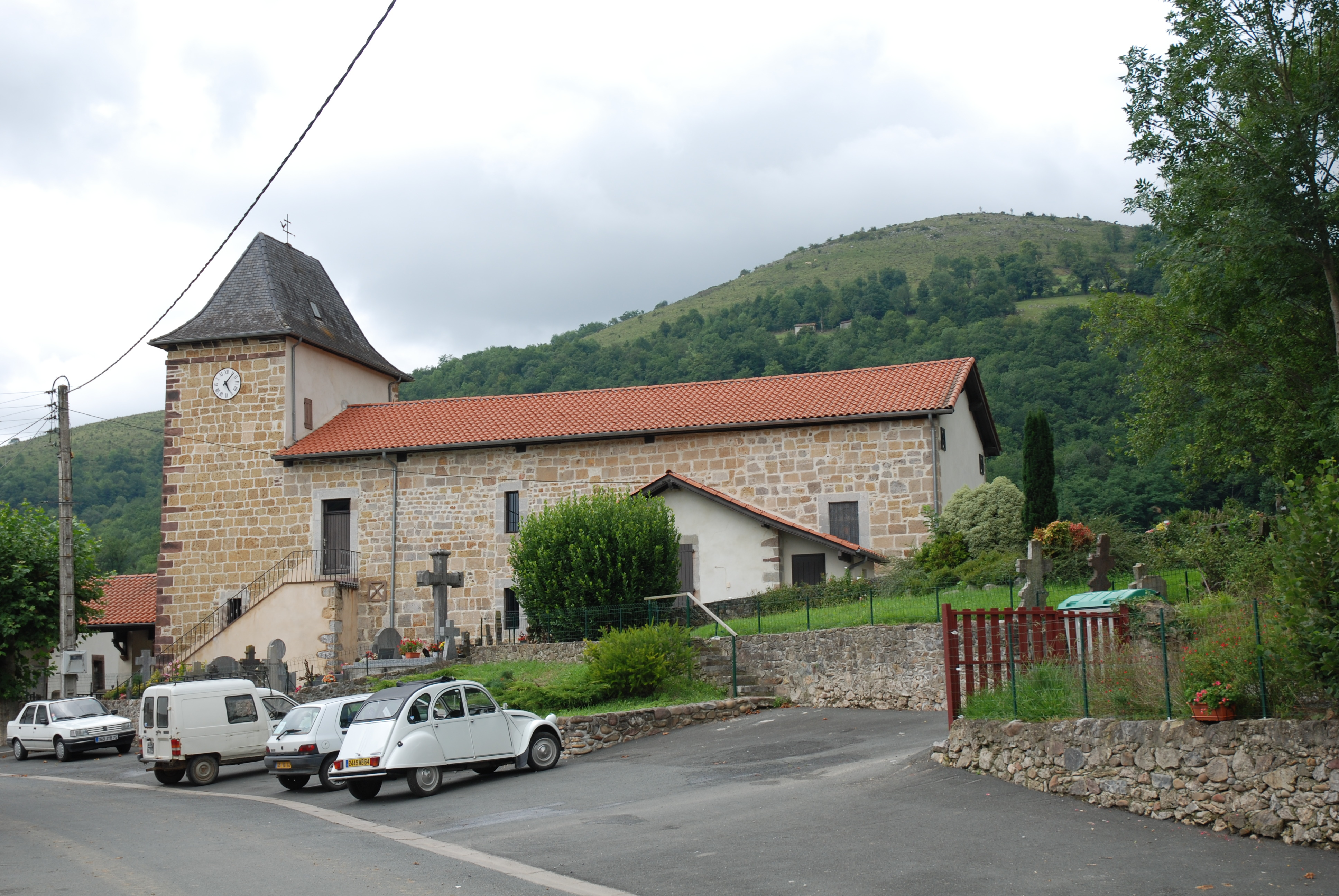
Церковь Св. Винсента
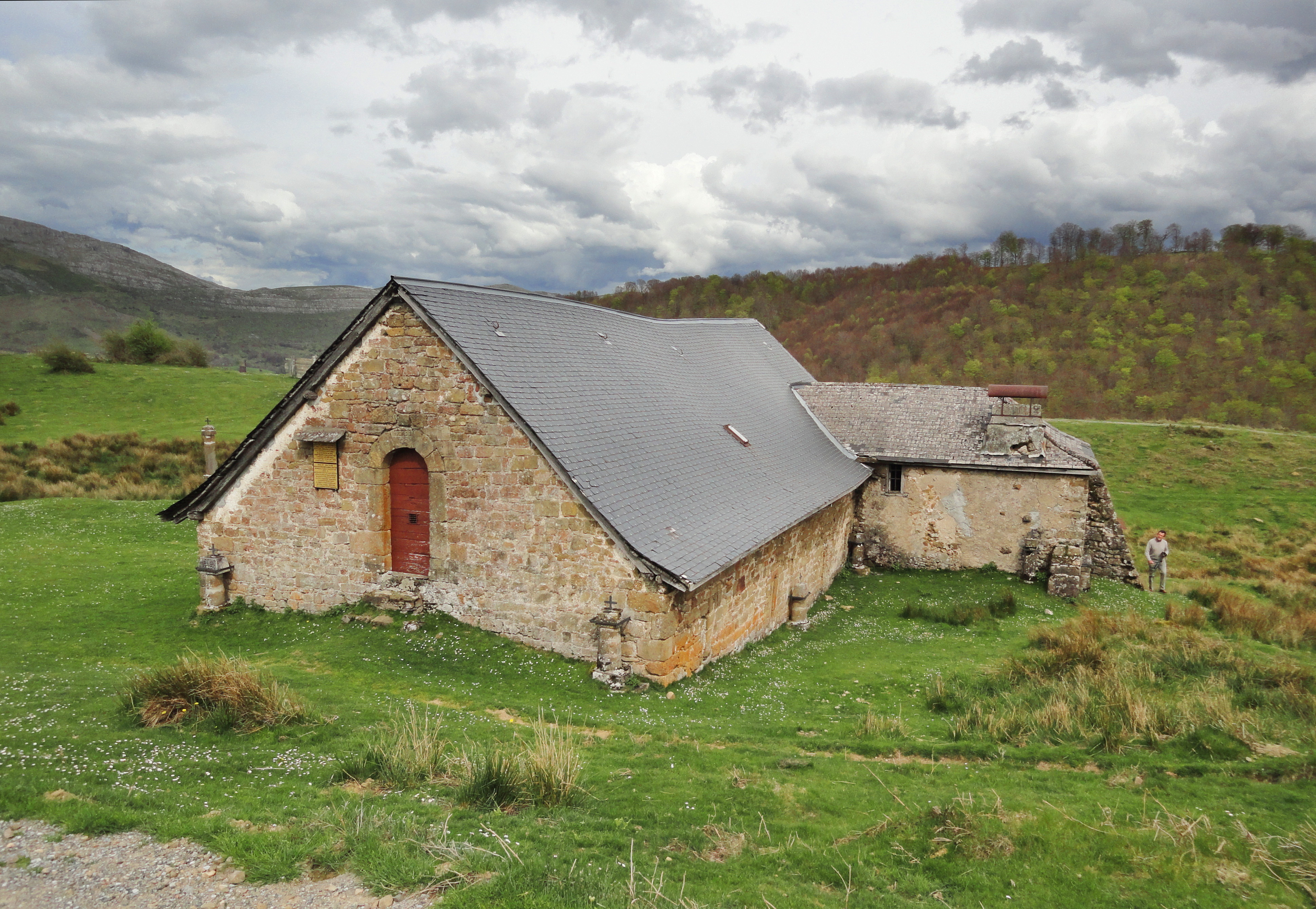
Часовня Святого Спасителя
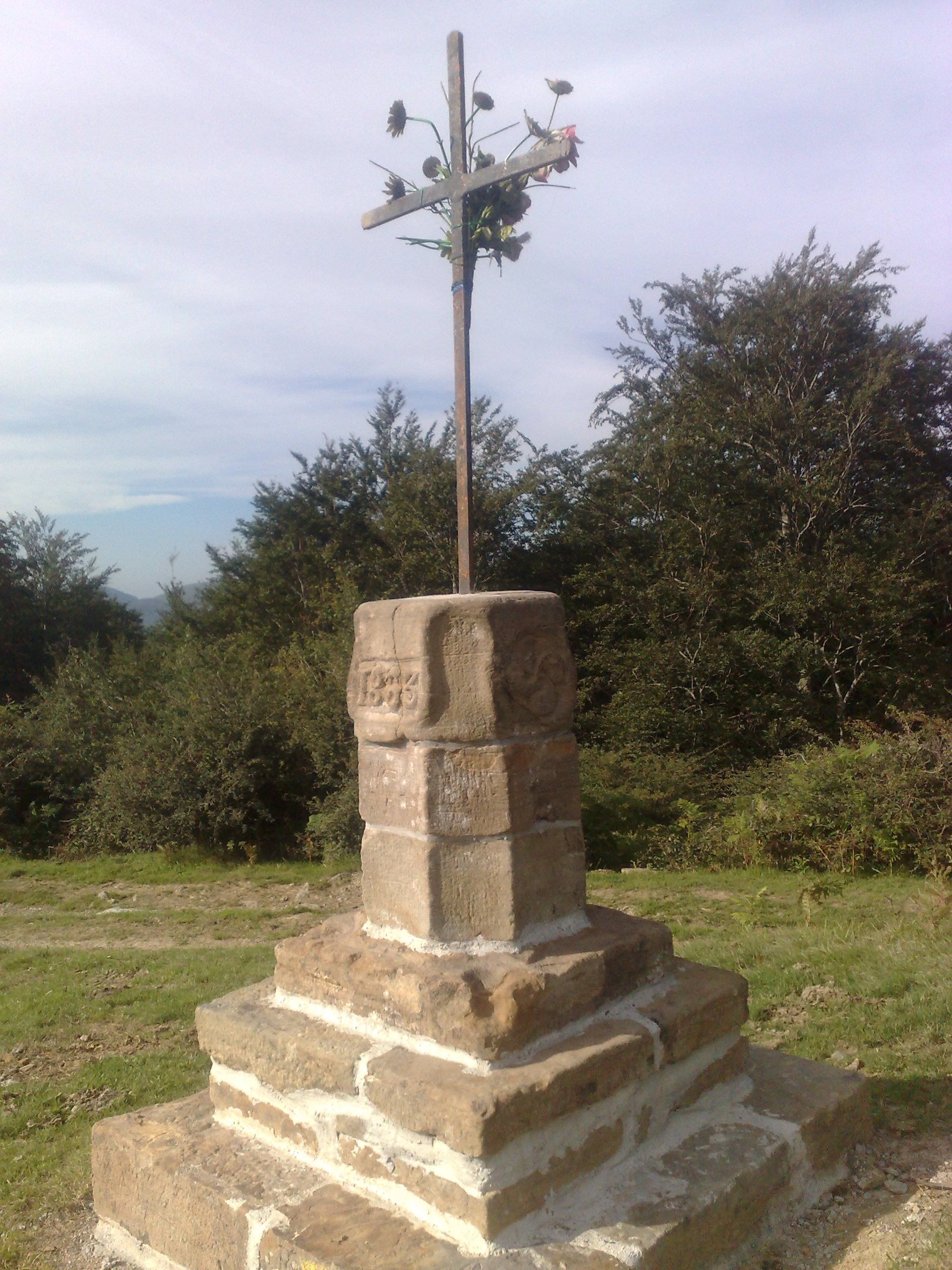
Крест